# Ладера Ранч (Калифорнија)
Ладера Ранч (енгл. Ladera Ranch) насељено је место без административног статуса у америчкој савезној држави Калифорнија.

## Демографија
По попису из 2010. године број становника је 22.980.
| Група             | 2000.    | 2010.          |
| Белци             | 0 (0,0%) | 15.939 (69,4%) |
| Афроамериканци    | 0 (0,0%) | 335 (1,5%)     |
| Азијати           | 0 (0,0%) | 2.774 (12,1%)  |
| Хиспаноамериканци | 0 (0,0%) | 2.952 (12,8%)  |
| Укупно            | 0        | 22.980         |